# Freddy Gatón Arce
Freddy Gatón Arce (n. San Pedro de Macorís; 27 de marzo de 1920 - f. Santo Domingo; 22 de julio de 1994) fue un escritor y poeta dominicano, fue abogado de profesión e importante miembro del grupo "La poesía sorprendida". Su obra lírica fue firme y de influencias surrealistas y místicas.

## Trayectoria
En 1943 formó parte de los fundadores y sirectores de la revista y ediciones 'La Poesía Sorprendida', cuya colección ha tenido dos reimpresiones a iniciativa suya, en 1974 y 1988.
Ha publicado 'Vlía', Antologá poética de Franklin Mieses Burgos, 'La Leyenda de la Muchacha', 'Poblana', 'Magino Quezada', 'Retiro hacia la luz'. 'Son guerras y amores', 'Y con auer tanto tiempo', 'El poniente', 'Cantos comunes', 'Estos días de tíbar', 'De paso y otros poemas', 'Mirando el lagarto verde', 'Los ríos hacen voca', 'Celebraciones de Cuatro Vientos', 'Era como entonces', 'Andanzas y Memorias', 'La Guerrilla Sila Cuásar' y 'La canción de la hetera'. Tiene inédita 'La Moneda del príncipe'.
En 1962 fue escogido para dirigir y reorganizar la Escuela de Comunicación de la Universidad Autónoma de Santo Domingo, y en 1966 elegido Vicedecano de la Facultad de Humanidades de la misma. Dirigió el vespertino El Nacional desde su gestión y aparición en septiembre de 1966 hasta julio de 1974. Desde entonces se ha dedicado a labores literarias y colabora en el suplemento sabatino de 'El Caribe' con su sección 'A suerte y Verdad', así como forma parte de la 'Comisión Editorial de la Universidad Central del Este, que en 1984 le otorgó el título de 'Catedrático Honorario de la Facultad de Ciencias Jurídicas'. En 1990, con motivo de cumplir 70 años, varias instituciones le hicieron reconocimientos, entre ellas las Universidad Autónoma de Santo Domingo, Universidad Iberoamericana y Universidad Nacional Pedro Henríquez Ureña; esta última también le otorgó, en 1991, el título de 'Profesor Honorífico' de la Facultad de Humanidades y Educación.
Ha participado en reuniones culturales y periodísticas celebradas en Colombia, Costa Rica, Ecuador, México y Venezuela; y es también miembro fundador de la 'Comunidad Latinoamericana de Escritores', con sede en Ciudad de México.
Ha sido miembro de los jurados de los principales concursos literarios y periodísticos del país, y en 1980 obtuvo el 'Premio Nacional de Poesía', siendo ésta la única vez que ha competido en un certamen. Su obra poética ha sido comentada en el país y en el extranjero; la crítica argentina María del Carmen Prosdocimi de Rivera publicó un extenso estudio sobre su poesía, así como la cubana Mercedes Santos Moray. De Gatón Arce se ha dicho que enriquece la prosa periodística dominicana.
En 1991 recibió una placa de reconocimiento de la 'Asociación de Periodistas Profesionales', y en 1992 le otorgaron el 'Premio Caonabo de Oro' de la 'Asociación Dominicana de Periodistas y Escritores'.
Escribió varias obras, entre ellas: Retiro hacia la Luz, Son guerras y amores, El Poniente, Cantos Comunes, Estos días de Tibar, De paso y otros poemas, Mirando al lagarto verde, Celebraciones de cuatro vientos, Era como entonces, Andanzas y memorias, La canción de la Hetera, La guerrilla Sila Cuasar, :a moneda del Principe, Además, son.